# Tillandsia mirabilis
Tillandsia mirabilis är en gräsväxtart som beskrevs av Lieselotte Hromadnik. Tillandsia mirabilis ingår i släktet Tillandsia och familjen Bromeliaceae. Inga underarter finns listade i Catalogue of Life.